# Сграда на Хрупищката библиотека
Сградата на Хрупищката библиотека (на гръцки: Δημοτική Βιβλιοθήκη Άργους Ορεστικού) е историческа постройка в град Хрупища (Аргос Орестико), Гърция.

## Местоположение
Разположена е в западната част на града на улица „Кимиси Теотоку“.

## История
В 1907 година Хрупищкото гръцко благотворително братство решава да се изгради нова модерна сграда за Хрупищкото гръцко училище с помощта на фондация „Мелас“. Сградата е построена вероятно на същото място, на което е било старото гръцко училище. Сграда е построена в 1911 година и е най-старата запазена училищна сграда в града и в цялата областна единица Костур. Съдейки по архитектурните елементи, архитект най-вероятно е Атанасиос Папастилиадис от Бел камен.
Сградата е завършена в 1911 година и в едната ѝ част е настанена детската градина, а в другата - четирикласното. След заселването на бежанците в Хрупища в 1926 година - училището става Първо шесткласно и е създадено Второ четирикласно, помещаващо се в различни сгради. От 1931 до 1938 година в сградата на 1-во основно училище се помещава градско селскостопанско училище, в което учениците участ растениевъдство, животновъдство и отглеждане на тютюн. В 1939 година сградата на 2-ро основно училище е иззета от гръцката армия, когато нейните ученици са преместени в 1-во основно училище. През пролетта на 1941 година италианските окупатори на страната превръщат сградата на 2-ро училище в полицейски участък и учениците отново са събрани в 1-во. През март 1943 година, след победата на партизаните в битката при Фардикамбос, Сятищко, италианците превръщат сградата на 1-во училище в затвор, в който са задържани много хора от околността и са разстреляни 20. През лятото на 1943 година сградата на 2-ро училище е унищожена от партизаните и учениците остават в 1-во до изграждането на нова сграда в 1964 година.
В 1960 година се извършват първите интервенции за поддръжка на 1-во основно училище, когато са ремонтирани външните стълбища, дограмата е подменена с метална, асфалтиран е пътят пред училището, премахнат е кладенецът на двора и са подменени турските керемиди с френски. В 1963 година от горната част на покрива е премахната малката камбанария.
1-во училище остава в сградата до 1996 година, когато е преместено в новопостроена страда. През септември 1998 година в историческата сграда са настанени Общинската библиотека, Общинското предприятие за културно и социално развитие, както и Общинската консерватория. В 2005 година е направен системен ремонт на сградата за 1 милион евро.

## Архитектура
В архитектурно отношение е забележителна сграда близнак - за мъжкото и за девическото училище. Има три етажа, керемидено покритие, големи прозорци и неокласически декоративни елементи. Общите размери на сградата са 11,60 х 26 m. Всяка от двете секции се състои от централно светъл вестибюл и по две стаи от двете страни на всеки етаж. Стълбищата на двете секции първоначално са разположени дълбоко във вестибюлите. Зидарията на сутерена е от камъни и масивни тухли, дебели 60 cm, докато етажите са само от тухли с дебелина 50 и 40 cm. Предната част на сградата е доминирана от две симетрични вертикални веранди, които на нивото на издигнатия приземен етаж образуват широко стълбище от входовете на училището. Две симетрични стълби от порфир водят към широките стълби, където има четири кръгли колони, изградени от тухли и покрити със здрав хоросан.